# Чемпионат СССР по лёгкой атлетике 1944
Чемпионат СССР по лёгкой атлетике 1944 года проходил с 13 по 18 августа в Москве на стадионе «Динамо». На старт вышли 162 легкоатлета. На протяжении шести дней были разыграны 34 комплекта медалей (21 у мужчин и 13 у женщин).
Чемпионат носил личный характер, командное первенство не разыгрывалось.
Несмотря на продолжавшуюся Великую Отечественную войну, чемпионат СССР по лёгкой атлетике был проведён, как и годом ранее. К августу 1944 года советская армия перешла в наступление, большая часть страны была освобождена от немецких войск. В этой обстановке сильнейшие спортсмены начали отзываться с фронта обратно к местам тренировок. Тем не менее, на старт чемпионата вышли всего 162 участника. Титулы в ряде дисциплин оспаривали по 2 человека, а бег на 400 метров с барьерами и вовсе был отменён.
18 июня 1944 года московский стадион «Динамо» был открыт после 3-летнего перерыва, связанного с военными действиями. А уже спустя два месяца эта арена приняла XVI первенство СССР по лёгкой атлетике.
Одно из лучших выступлений на соревнованиях удалось Нине Думбадзе. Метательница диска из Тбилиси в третий раз в карьере превысила мировой рекорд немецкой спортсменки Гизелы Мауэрмайер (48,31 м). Достижение Думбадзе, 49,88 м, не было официально зарегистрировано, поскольку Советский Союз в тот момент не являлся членом ИААФ, но стало новым рекордом СССР.
Бегунья из Москвы Евдокия Васильева, как и годом ранее, была вне конкуренции на дистанциях 800 и 1500 метров. Она с первых же метров отрывалась от соперниц, после чего только наращивала собственное преимущество (на финише отставание ближайших соперниц составило 3,6 и 8,2 секунды соответственно). Сольный бег на 1500 метров увенчался новым национальным рекордом и высшим мировым достижением — 4.38,0.
Борис Замбримборц стал первым советским легкоатлетом, преодолевшим 15-метровый барьер в тройном прыжке. Предыдущий всесоюзный рекорд он улучшил на 28 см. С результатом 15,23 м Замбримборц опередил серебряного призёра почти на метр и показал лучший результат сезона в мире.
Сергей Кузнецов защитил титулы чемпиона страны в прыжке в длину и десятиборье. Оба раза он оставил на втором месте Гавриила Коробкова. Наиболее упорным выдалось противостояние этих спортсменов в десятиборье: по ходу всей программы разрыв между ними был минимальным, а судьба чемпионства решилась в заключительном виде, беге на 1500 метров. Кузнецов был значительно быстрее своего оппонента (4.30,8 против 5.15,4), что привело к итоговой разнице более чем в 300 очков. Результат победителя (6961 очко) стал новым рекордом СССР. Прежний рекордсмен Александр Дёмин (6920 очков, 1939 год) в этот раз занял третье место.
В предварительном забеге на 80 метров с барьерами у женщин Мария Барылова установила национальный рекорд — 11,6. Однако в финале она выступила хуже (11,8), чем воспользовалась Валентина Фокина. Бегунья из Горького стала трёхкратной чемпионкой СССР и повторила рекорд Барыловой.
Очередные победы на первенстве страны одержал средневик Александр Пугачёвский. В беге на 1500 метров он завоевал пятый чемпионский титул подряд (начиная с 1938 года), а на 800 метров — четвёртый подряд. Николай Каракулов с большим преимуществом выиграл спринтерские дистанции 100 и 200 метров.
Неожиданное поражение в беге на 100 метров потерпела рекордсменка страны Евгения Сеченова. В июле 1944 года она пробежала эту дистанцию за 12,0, а спустя месяц на чемпионате страны — на 0,4 секунды хуже. Этим результатом смогла воспользоваться Валентина Летова, опередившая Сеченову в финале на считанные мгновения.

## Призёры

### Мужчины
| Дисциплина             | Золото                             | Золото           | Серебро                                  | Серебро           | Бронза                            | Бронза            |
| ---------------------- | ---------------------------------- | ---------------- | ---------------------------------------- | ----------------- | --------------------------------- | ----------------- |
| 100 м                  | Николай Каракулов Москва           | 10,8             | Виктор Булыгин Москва                    | 11,1              | Иван Анисимов Украинская ССР Киев | 11,1              |
| 200 м                  | Николай Каракулов Москва           | 22,0             | Роберт Люлько Москва                     | 22,6              | Борис Тарелкин Москва             | 22,8              |
| 400 м                  | Сергей Комаров Москва              | 49,6             | Роберт Люлько Москва                     | 50,4              | Г. Пастушенко Москва              | 52,9              |
| 800 м                  | Александр Пугачёвский Москва       | 1.54,2           | Л. Деулин Москва                         | 1.55,2            | Алексей Максимов Москва           | 1.56,0            |
| 1500 м                 | Александр Пугачёвский Москва       | 4.04,0           | Л. Деулин Москва                         | 4.05,0            | Станислав Пржевальский Москва     | 4.05,4            |
| 5000 м                 | Станислав Пржевальский Москва      | 15.00,0          | Алексей Тюленев Москва                   | 15.02,4           | Яков Пунько Москва                | 15.16,8           |
| 10 000 м               | Феодосий Ванин Москва              | 31.36,2          | Алексей Тюленев Москва                   | 31.44,2           | Степан Вакуров Москва             | 32.57,8           |
| 3000 м с препятствиями | Пётр Степанов Москва               | 9.27,0           | Павел Зверев Москва                      | 9.31,8            | Иван Пиков РСФСР Хабаровск        | 9.38,4            |
| 110 м с барьерами      | Иван Анисимов Украинская ССР Киев  | 15,4             | Иван Степанчонок Москва                  | 15,5              | Дмитрий Ионов Ленинград           | 15,6              |
| 200 м с барьерами      | Иван Анисимов Украинская ССР Киев  | 25,8             | Борис Тарелкин Москва                    | 27,1              | только 2 участника                |                   |
| Прыжок в высоту        | Михаил Кузнецов Москва             | 1,85 м           | Габриэль Атанелов Грузинская ССР Тбилиси | 1,75 м            | Эдмунд Рохлин Ленинград           | 1,75 м            |
| Прыжок с шестом        | Николай Озолин Москва              | 4,15 м           | Сергей Березинский Москва                | 3,90 м            | Владимир Дьячков Москва           | 3,80 м            |
| Прыжок в длину         | Сергей Кузнецов Москва             | 7,21 м           | Гавриил Коробков Москва                  | 6,84 м            | Дмитрий Ионов Ленинград           | 6,58 м            |
| Тройной прыжок         | Борис Замбримборц Москва           | 15,23 м          | Алексей Борисов Узбекская ССР Ташкент    | 14,28 м           | Райво Арми Эстонская ССР Таллин   | 13,51 м           |
| Толкание ядра          | Леонид Митропольский Москва        | 14,14 м          | Виктор Тутевич Москва                    | 13,86 м           | Ааду Тармак Эстонская ССР Таллин  | 13,61 м           |
| Метание диска          | Ааду Тармак Эстонская ССР Таллин   | 43,15 м          | Леонид Митропольский Москва              | 42,89 м           | Али Исаев Москва                  | 42,34 м           |
| Метание молота         | Александр Шехтель Ленинград        | 50,65 м          | Артур Шехтель Ленинград                  | 45,86 м           | только 2 участника                |                   |
| Метание копья          | Фридрих Иссак Эстонская ССР Таллин | 60,14 м          | Леонид Антипьев Москва                   | 56,69 м           | Александр Янков Москва            | 56,63 м           |
| Метание гранаты        | Фёдор Плащинский Москва            | 75,50 м          | Николай Арбузников Москва                | 74,59 м           | Виктор Алексеев Ленинград         | 71,82 м           |
| Десятиборье*           | Сергей Кузнецов Москва             | 6961 очко (6566) | Гавриил Коробков Москва                  | 6628 очков (6257) | Александр Дёмин Москва            | 5976 очков (5738) |
| Ходьба на 10 000 м     | Михаил Брискин Москва              | 52.55,2          | П. Сис Латвийская ССР Рига               | 53.11,0           | только 2 участника                |                   |

* Для определения победителя в соревнованиях десятиборцев использовалась старая система начисления очков. Пересчёт с использованием современных таблиц перевода результатов в баллы приведён в скобках.

### Женщины
| Дисциплина       | Золото                                  | Золото    | Серебро                        | Серебро    | Бронза                               | Бронза     |
| ---------------- | --------------------------------------- | --------- | ------------------------------ | ---------- | ------------------------------------ | ---------- |
| 100 м            | Валентина Летова Москва                 | 12,4      | Евгения Сеченова Москва        | 12,4       | Клавдия Емельянова РСФСР Свердловск  | 12,8       |
| 200 м            | Евгения Сеченова Москва                 | 25,7      | Валентина Радзиковская Москва  | 26,1       | Валентина Летова Москва              | 27,2       |
| 400 м            | Валентина Радзиковская Москва           | 59,2      | Полина Родина Москва           | 1.00,4     | Н. Денисова Москва                   | 1.01,2     |
| 800 м            | Евдокия Васильева Москва                | 2.14,0    | Лидия Романова Москва          | 2.17,6     | Надежда Соболева Москва              | 2.17,9     |
| 1500 м           | Евдокия Васильева Москва                | 4.38,0    | Ольга Овсянникова Москва       | 4.46,2     | Надежда Соболева Москва              | 4.46,2     |
| 80 м с барьерами | Валентина Фокина РСФСР Горький          | 11,6      | Мария Барылова Москва          | 11,8       | Елена Гокиели Грузинская ССР Тбилиси | 12,0       |
| Прыжок в высоту  | Галина Ганекер Азербайджанская ССР Баку | 1,55 м    | Валентина Фокина РСФСР Горький | 1,50 м     | Людмила Куликова Москва              | 1,45 м     |
| Прыжок в длину   | Елена Гокиели Грузинская ССР Тбилиси    | 5,46 м    | Валентина Летова Москва        | 5,40 м     | Галина Турова Москва                 | 5,34 м     |
| Толкание ядра    | Татьяна Севрюкова Армянская ССР Ереван  | 12,95 м   | Анна Андреева Москва           | 12,55 м    | Антонина Цимот РСФСР Омск            | 12,37 м    |
| Метание диска    | Нина Думбадзе Грузинская ССР Тбилиси    | 49,88 м   | Александра Дядиченко Москва    | 40,70 м    | Анна Степанова Москва                | 40,10 м    |
| Метание копья    | Клавдия Маючая Москва                   | 42,54 м   | Лариса Шевцова РСФСР Саратов   | 41,44 м    | Татьяна Карпова РСФСР Иваново        | 40,22 м    |
| Метание гранаты  | Татьяна Карпова РСФСР Иваново           | 46,35 м   | Антонина Цимот РСФСР Омск      | 43,88 м    | Анна Голованова РСФСР Астрахань      | 42,15 м    |
| Пятиборье        | Клавдия Емельянова РСФСР Свердловск     | 3823 очка | Элла Мицис Москва              | 3277 очков | Лариса Шевцова РСФСР Саратов         | 3276 очков |